# Yulao
Yulao (kinesiska: 渔涝) är en köping i sydöstra Kina. Den ligger i Fengkai härad i staden Zhaoqing i provinsen Guangdong, omkring 160 kilometer väster om provinshuvudstaden Guangzhou. Antalet invånare är 18 187. Befolkningen består av 8 977 kvinnor och 9 210 män. Barn under 15 år utgör 24,0 %, vuxna 15-64 år 64 %, och äldre över 65 år 10,0 %.